# Black Celebration
Black Celebration je páté studiové album skupiny Depeche Mode, vydané Mute Records 17. března 1986. Dále utvrzuje v zřetelném ztemnění jejich hudby, které již lehce představilo album Construction Time Again. Mnozí usuzují, že je to neobvyklá kombinace elektronické populární hudby a gotického rocku.
Na tomto albu si zazpíval Martin Gore hned ve 4 písních jako hlavní zpěvák („A Question of Lust“, „Sometimes“, „It Doesn't Matter Two“ a „World Full of Nothing“), což je nejvíce v porovnání s ostatními alby Depeche Mode. Zbytek skladeb nazpíval David Gahan.

## Seznam skladeb

### LP v UK
Všechny skladby složil Martin Gore.
| Pořadí | Název                         | Délka |
| ------ | ----------------------------- | ----- |
| 1.     | Black Celebration             | 4:55  |
| 2.     | Fly On The Windscreen - Final | 5:18  |
| 3.     | A Question of Lust            | 4:20  |
| 4.     | Sometimes                     | 1:53  |
| 5.     | It Doesn't Matter Two         | 2:50  |
| 6.     | A Question of Time            | 4:10  |
| 7.     | Stripped                      | 4:16  |
| 8.     | Here Is The House             | 4:15  |
| 9.     | World Full of Nothing         | 2:50  |
| 10.    | Dressed in Black              | 2:32  |
| 11.    | New Dress                     | 3:42  |

### CD v UK
1. „Black Celebration“ (4:57)
2. „Fly On The Windscreen - Final“ (5:19)
3. „A Question of Lust“ (4:22)
4. „Sometimes“ (1:54)
5. „It Doesn't Matter Two“ (2:51)
6. „A Question Of Time“ (4:09)
7. „Stripped“ (4:17)
8. „Here Is the House“ (4:16)
9. „World Full of Nothing“ (2:48)
10. „Dressed in Black“ (2:34)
11. „New Dress“ (3:45)
12. „Breathing in Fumes“ (6:06)
13. „But Not Tonight (Extended)“ (5:13)
14. „Black Day“ (2:36)

### LP a CD v (USA)
1. „Black Celebration“ (4:55)
2. „Fly On The Windscreen - Final“ (5:18)
3. „A Question Of Lust“ (4:20)
4. „Sometimes“ (1:53)
5. „It Doesn't Matter Two“ (2:50)
6. „A Question Of Time“ (4:10)
7. „Stripped“ (4:16)
8. „Here Is The House“ (4:15)
9. „World Full Of Nothing“ (2:50)
10. „Dressed In Black“ (2:32)
11. „New Dress“ (3:42)
12. „But Not Tonight“ (4:15)

- V americké verzi má „A Question of Time“ odlišný začátek. Řvavý zvuk je opakován dvakrát, zatímco v anglické verzi je začátek skladby jemnější.

## Singly
1. „Stripped“ (10. února 1986)
2. „A Question of Lust“ (14. dubna 1986)
3. „A Question of Time“ (11. srpna 1986)
4. „But Not Tonight“ pouze v Severní Americe (22. října 1987)
5. „Christmas Island“ (prodloužená verze - vinyl) (1986)

## Členové skupiny
- David Gahan
- Martin Gore
- Andrew Fletcher
- Alan Wilder

## Drobnosti
- Hlas na začátku „Black Celebration“ je Daniel Miller (ztělesňující Winstona Churchilla) , který říká „A Brief Period of Rejoicing“.
- Black Celebration je jediné album, které má stejnojmennou úvodní skladbu. Tak či onak, několik dalších názvů alb Depeche Mode pochází z textů písní na nich obsažených. Jsou to Construction Time Again, Some Great Reward a Playing the Angel.
- Píseň Stripped přezpívala roku 1998 německá skupina Rammstein.